# Vaginose
 Mise en garde médicale
La vaginose, ou vaginose bactérienne, est un déséquilibre de la flore microbienne du vagin. Elle a longtemps été caractérisée par la disparition des lactobacilles et la multiplication de germes anaérobies tels que le Gardnerella vaginalis, toutefois cette définition a été remise en cause dans les années 2010 quand il est apparu que la flore vaginale était divisée en cinq typologies dont l'une, plus présente chez les Africaines, présentait naturelllement une quasi-absence de lactobacilles et un nombre important de bacilles anaérobies, dont Gardnerella vaginalis.
Il ne s'agit pas d'une infection sexuellement transmissible. Elle témoigne plutôt d'un déséquilibre de la flore vaginale avec disparition de l'effet protecteur du microbiote vaginal.

## Définition
Il n’existait pas de consensus, en 2020, sur une définition de la vaginose,ni sur son étiologie. La vaginose peut se définir comme un déséquilibre de la flore vaginale favorisant l'apparition et la transmission du VIH et des IST.
Une femme en âge de procréer produit environ 1 à 4 ml de sécrétions vaginales contenant 1 000 000 à 100 000 000 de bactéries par ml. Dans la vaginose, la quantité de bactérie peut atteindre 100 000 000 000 000 de bactéries par ml soit la concentration bactérienne dans la matiére fécale.[réf. nécessaire]

## Épidémiologie
C’est la cause spécifique la plus fréquente d’infection vaginale. La prévalence est plus élevée chez les femmes actives sexuellement et atteint près d'un tiers. Elle est plus fréquemment diagnostiquée en Afrique qu'en Europe ou en Asie au score de Nugent, résultat logique mais peu pertinent puisque ce score est ethniquement biaisé, de par sa construction se basant sur la flore vaginale répandue chez les femmes blanches. De nombreuses femmes ne ressentent aucun symptôme, jusqu'à 75 % chez les Africaines diagnostiquées dans ces conditions. Toutefois, certaines sont plus à risque de souffrir de complications, en particulier durant la grossesse.

## Signes cliniques
La femme ne se plaint de rien dans plus de la moitié des cas. Dans les autres cas la patiente décrit des pertes plus ou moins abondantes mais surtout franchement nauséabondes (odeur de « poisson pas frais »). Il n'existe pas de prurit ou de rougeur du vagin dans les cas non compliqués.

## Facteurs de risque
Les facteurs de risque de la vaginose bactérienne comprennent :
- avoir plusieurs partenaires sexuels ou un nouveau partenaire sexuel. Les médecins ne comprennent pas parfaitement le lien entre l'activité sexuelle et la vaginose bactérienne, mais cette affection survient plus souvent chez les femmes qui ont plusieurs partenaires sexuels ou un nouveau partenaire sexuel. La vaginose bactérienne est également plus fréquente chez les femmes ayant des rapports sexuels avec des femmes[réf. souhaitée] ;
- douches ; la pratique consistant à rincer le vagin avec de l'eau ou un agent nettoyant perturbe l'équilibre naturel du vagin. Cela peut entraîner une prolifération de bactéries anaérobies et causer une vaginose bactérienne. Puisque le vagin est auto-nettoyant, la douche n'est pas nécessaire.

## Examen clinique

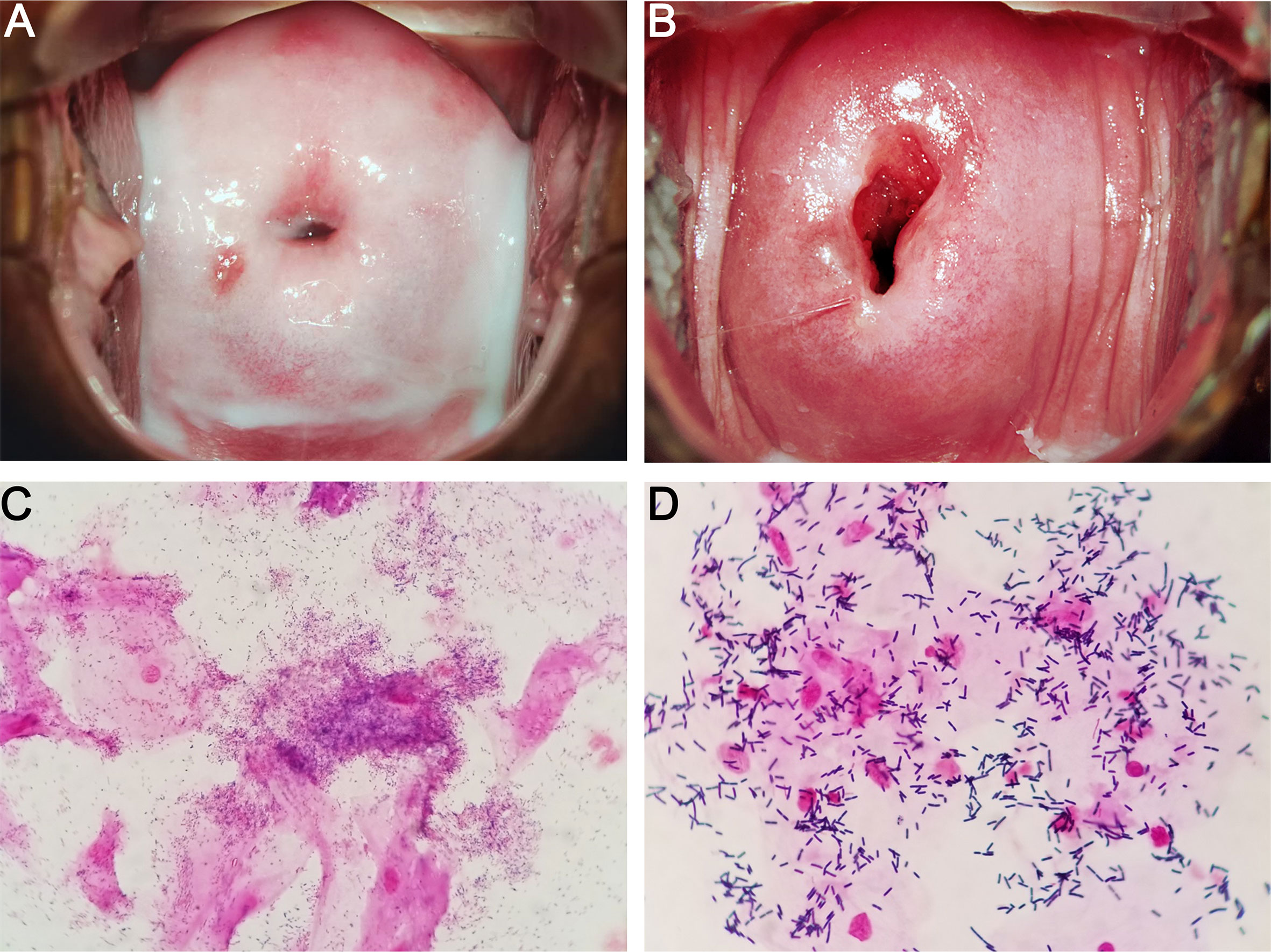
A gauche (A,C) vaginose : aspect typique de l'examen du vagin et aspect microscopique.A droite(B,D) vagin sain : aspect typique de l'examen du vagin et aspect microscopique.

La mise en place du spéculum met en évidence un vagin non inflammatoire.

## Diagnostic

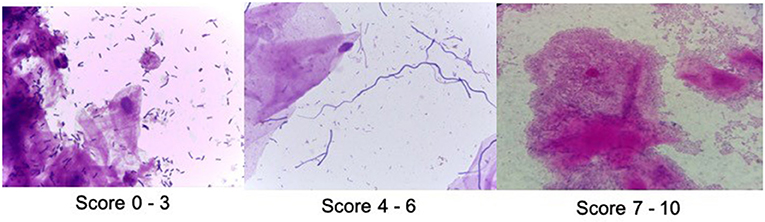
Score de Nugent dans le diagnostic de vaginose: Inférieur à 4-Pas de vaginose, Supérieur à 6= Vaginose

La symptomatologie est suffisamment évocatrice pour mettre en route le traitement. Dans les pays à faibles moyens, l'identification d'une leucorrhée à odeur de poisson est considérée comme la méthode la plus adaptée face aux outils de diagnostic standard peu sensibles et peu spécifiques, bien qu'elle entraine la non-détection de vaginoses asymptomatiques.  
La méthode initialement développée pour le diagnostic était en 1983 le score d'Amsel, complété en 1991 par une coloration de Gram des frottis vaginaux pour donner le score de Nugent . D'autres méthodes existent: la classification de Ison-Hay   ,le score de Spiegel et les critères d'Amsel (très peu utilisé). 
Un gynécoloque peut aussi faire le diagnostic par examen directe au microscope d'une leucorrhée (peu pratiquée) montrant la présence de Gardnerella vaginalis avec un changement dans la flore vaginale, soit une baisse du nombre de gros bacilles Gram positif et une nette augmentation du nombre de coccobacilles plus petits, Gram variables 
Il peut pratiquer le test à la potasse  : libération d’amines après ajout de potasse à 10 % avec une odeur nauséabonde ou faire une estimation du pH vaginal : le pH vaginal supérieur à 4,7(chez les femmes blanches puisque chez les Asiatiques et les Africaines, ce ph peut être plus élevé, et être physiologique à 4,9). Un pH inférieur à 4,5 élimine le diagnostic.
Un score de Nugent inférieur ou égal à 3 signe un microbiote normal, Un score de Nugent supérieur à 6 pose le diagnostic de vaginose. Un score entre 4 et 6 signe une perturbation de la flore. Le score de Nugent souffre , comme tous les examens médicaux basés uniquement sur l'interprétation humaine, d'une grande inter variabilité selon l'opérateur. 

## Complications

### Chez la femme enceinte
La vaginose bactérienne peut avoir de nombreuses conséquences potentiellement graves. Elle est cependant résolutive spontanément dans un grand nombre de cas.
Les germes responsables de la vaginose peuvent entrainer des infections du liquide amniotique — c'est la chorioamniotite — puis aller infecter l'enfant, provoquant des problèmes pulmonaires et neurologiques à la naissance. Elle augmente aussi le risque de retard de croissance du fœtus. Elle serait à l'origine d'abcès du scalp de l'enfant à la naissance.
Elle provoque des infections chez la mère en suite de couche : endométrite et abcès de la paroi après césarienne.

### En dehors de la grossesse
L'ascension des germes du vagin vers le haut appareil génital féminin peut être à l'origine d'une maladie inflammatoire pelvienne. Bien que la vaginose bactérienne ne soit pas une maladie sexuellement transmissible, elle serait liée à une plus grande fréquence des infections sexuellement transmissibles — comme le SIDA — en abaissant les défenses naturelles prodiguées par les lactobacilles. Elle serait à l'origine de salpingites qui sont délétères sur le plan de la fertilité. On observe également de véritables cellulites du dôme vaginal après hystérectomie (ablation chirurgicale de l'utérus).

## Traitement
La prise en charge de la vaginose a fait l'objet de la publication de recommandations. Celles de la CDC américaine datent de 2015 et  préconisent en cas de grossesse de traiter uniquement les cas symptomatiques.
Il faut traiter, surtout en cas de grossesse à haut risque d'accouchement prématuré, pose de stérilet ou avant une intervention gynécologique, une interruption volontaire de grossesse, ou tout acte nécessitant des manœuvres dans l'utérus. L'intérêt d'un traitement n'est par contre pas du tout évident en cas de faible risque d'accouchement prématuré. En règle, le dépistage systématique de la vaginose bactérienne chez la femme enceinte n'est pas recommandé,.  
Le métronidazole est constamment efficace. La voie vaginale n'ayant pas prouvé son efficacité, il faut impérativement faire un traitement oral à la dose de 1 gramme par jour en deux prises  pendant sept jours. Le clindamycine, 300 mg per os deux fois par jour pendant sept jours est également très efficace. L'utilisation de probiotiques de type lactophillus, administrés par voie orale ou en intravaginale peut avoir un intérêt.
Il est fortement conseillé aux patientes de ne pas consommer de boissons alcoolisées durant le traitement au métronidazole ni dans les 48 heures qui suivent afin de prévenir un effet Antabuse (augmentation de l'intolérance à l'alcool).
Le traitement du partenaire sexuel est quant à lui inutile.